# Matteo Belli
Matteo Belli (Bologna, 22 agosto 1964) è un attore teatrale e regista teatrale italiano.

## Biografia
Nato a Bologna nel 1964, si laurea in Lettere Moderne presso l'Università di Bologna nel 1988 e decide di coltivare la passione per le arti visive e teatrali seguendo un corso per regia cine-televisiva organizzato dal comune di Modena, con la direzione artistica di Nanni Moretti.
Il suo primo lavoro come regista risale al 1986, anno nel quale realizza il lungometraggio in Super 8 "Sceneggiatura per un sogno", ed in seguito, nel 1989, inizia a lavorare in teatro come mimo-fantasista ed attore.
Ha improntato la sua carriera sulla ricerca vocale nei suoi personaggi, con una produzione teatrale spesso da autore ed interprete solista, rivedendo in chiave ironica l'Inferno di Dante, alcuni monologhi medioevali e anche un omaggio a Walter Chiari intitolato " Le Guerre di Walter", e nel corso della sua carriera ha collaborato, tra gli altri, con Carlo Lucarelli nello spettacolo teatrale "Marzabotto".
Ha tenuto un corso di tecnica vocale nell'attore presso l'Università di Bologna nel Corso di Alta Formazione in Vocologia Artistica.
Il 2 agosto 2017 lavora come regista per Cantiere 2 Agosto (85 Storie per 85 Palcoscenici), opera scritta per dare voce alle vittime della strage della stazione di Bologna del 2 agosto 1980.
Nel 2021, Belli interpreta il ruolo di un sadico trafficante d'arte nell'episodio Il tesoro nascosto della serie tv L'ispettore Coliandro.

## Internet
Ha realizzato due video-narrazioni per la piattaforma digitale Sinarra.tv, uno dedicato all'episodio La campana, tratto dal film Andrej Rublëv (film), di Andrej Tarkovskij, l'altro dedicato al libro VI dell'Eneide con il viaggio di Enea e della Sibilla Cumana.